# Coraebus fasciatus
Coraebus florentinus · Richard des Medicis, Bupreste du chêne, Corèbe bifascié
Espèce
Coraebus fasciatus, aussi connue comme Richard des Medicis, le Bupreste du chêne ou le Corèbe bifascié, est une espèce d'insectes coléoptères de la famille des Buprestidae, originaire d'Europe.
Cet insecte xylophage est inféodé aux arbres du genre Quercus (chênes).

## Description
L'adulte a un corps allongé à bords parallèles de 14 à 16 mm de long, de couleur vert bronzé à reflets métalliques.
Le dimorphisme sexuel n'est pas très apparent.
Chez le mâle, les antennes sont légèrement plus longues que chez la femelle.
En outre, chez le mâle les bandes noires des élytres sont plus larges, la dernière sternite abdominale moins arrondie, et l'ensemble du corps plus trapu que chez la femelle.
La larve, presque cylindrique, de couleur blanc-jaunâtre ou roussâtre, mesure 25 à 30 mm de long environ.
Les œufs de forme approximativement ellipsoïdale, mais sensiblement aplatie sur la face adhérant au support, ont en moyenne 2 mm de long et 1,7 mm de large. Ils sont blancs immédiatement après la ponte, mais ont tendance à brunir par la suite.

## Écologie et comportements

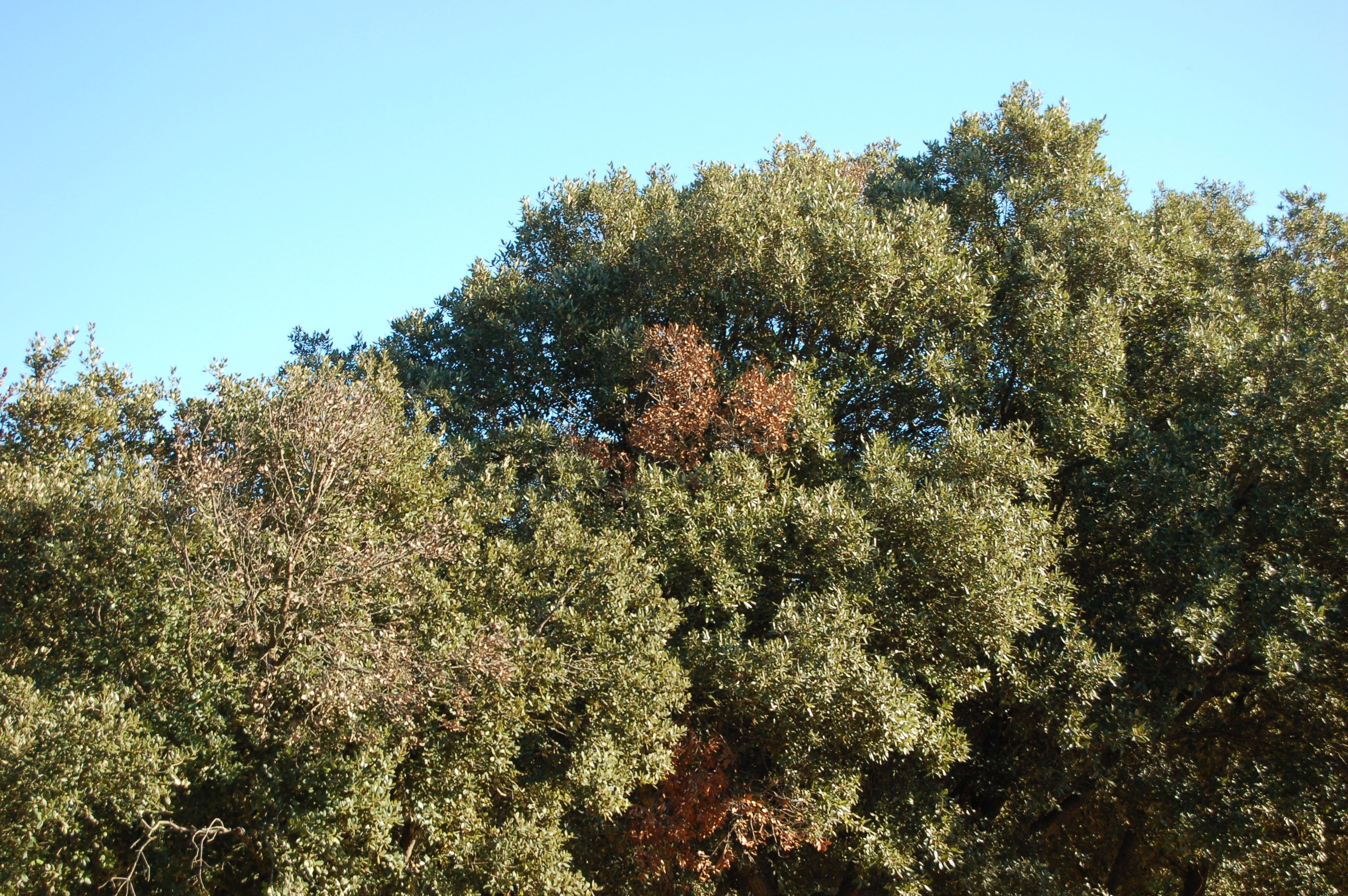
Arbre à Aumelas (Hérault, France) attaqué par le bupreste.

Les larves creusent des galeries à section elliptique à la face interne de l'écorce, puis dans le cambium et le bois.
Le développement larvaire peut durer de 20 mois à quatre ans.
Ce sont les larves qui causent des dégâts importants aux arbres. Les galeries entravant la circulation de la sève et la larve finit par forer une galerie annulaire qui tue une branche entière.

## Habitat et répartition
L'aire de répartition de cette espèce comprend le bassin méditerranéen (Europe méridionale, Asie mineure, Proche-Orient, Afrique du Nord) et a tendance, sous l'influence du réchauffement climatique, à s'étendre vers le centre de l'Europe.

## Systématique et dénominations
Le nom valide complet (avec auteur) de ce taxon est Coraebus fasciatus (Villers, 1789).
L'espèce a été initialement classée dans le genre Buprestis sous le protonyme Buprestis fasciatus Villers, 1789.
Ce taxon porte en français les noms vernaculaires ou normalisés suivants : Richard des Medicis, bupreste du chêne, corèbe bifascié.
Coraebus fasciatus a pour synonymes :
- Agrilus semiviolaceus Pic, 1894
- Buprestis bifasciatus Olivier, 1790
- Buprestis fasciatus Villers, 1789
- Buprestis florentinus Herbst, 1801
- Coraebus aethiops Obenberger, 1924
- Coraebus bifasciatus (Olivier, 1790)
- Coraebus florentinus (Herbst, 1801)
- Coraebus mequignoni Obenberger, 1934
- Coraebus obscuricollis Pic, 1894
- Coraebus obscuricolor Pic, 1909
- Coraebus obscurior Pic, 1933
- Coraebus semiviolaceus Pic, 1909
- Coraebus trifasciatus Régimbau, 1876
- Coroebus florentinus (Herbst, 1784)